# Давід Діоп
Давід Діоп (фр. David Diop; нар. 24 лютого 1966, Париж, Франція) — французький письменник і академік, фахівець з літератури XVIII століття. Він був удостоєний Ґонкурівської премії ліцеїстів в 2018 році і Міжнародної Букерівської премії в 2021 році за свій роман «Вночі вся кров — чорна».

## Біографія
Давід Діоп народився в Парижі в 1966 році в сім'ї французів та сенегальців. Він переїхав до Дакара у віці п’яти років і провів більшу частину дитинства в Сенегалі, а після закінчення середньої школи у 18 років повернувся вчитися у Францію. Діоп отримав ступінь доктора наук у університеті Сорбонни за вивчення французької літератури XVIII століття. З 1998 року викладав в Університеті По і регіону Адур. У жовтні 2021 року Девід Діоп опублікував La Porte du voyage sans retour, éditions du Seuil, 2021.